# Edward Lasker
Edward Lasker (Kępno, 3 de dezembro de 1885 — Nova Iorque, 25 de março de 1981) foi um escritor e Mestre Internacional de Xadrez norte-americano. É o autor de História do Xadrez (título original, The Adventure of Chess), publicado pela primeira vez em 1959.